# Ness Tsiona
Ness Tsiona (en hebreu: נס ציונה) i (en àrab: نيس تسيونا) és una ciutat del Districte Central d'Israel. Segons l'Oficina Central d'Estadístiques d'Israel (OCEI), a finals de 2004 la ciutat tenia una població de 27.800 habitants.